# St. Peter und Paul (Aub)

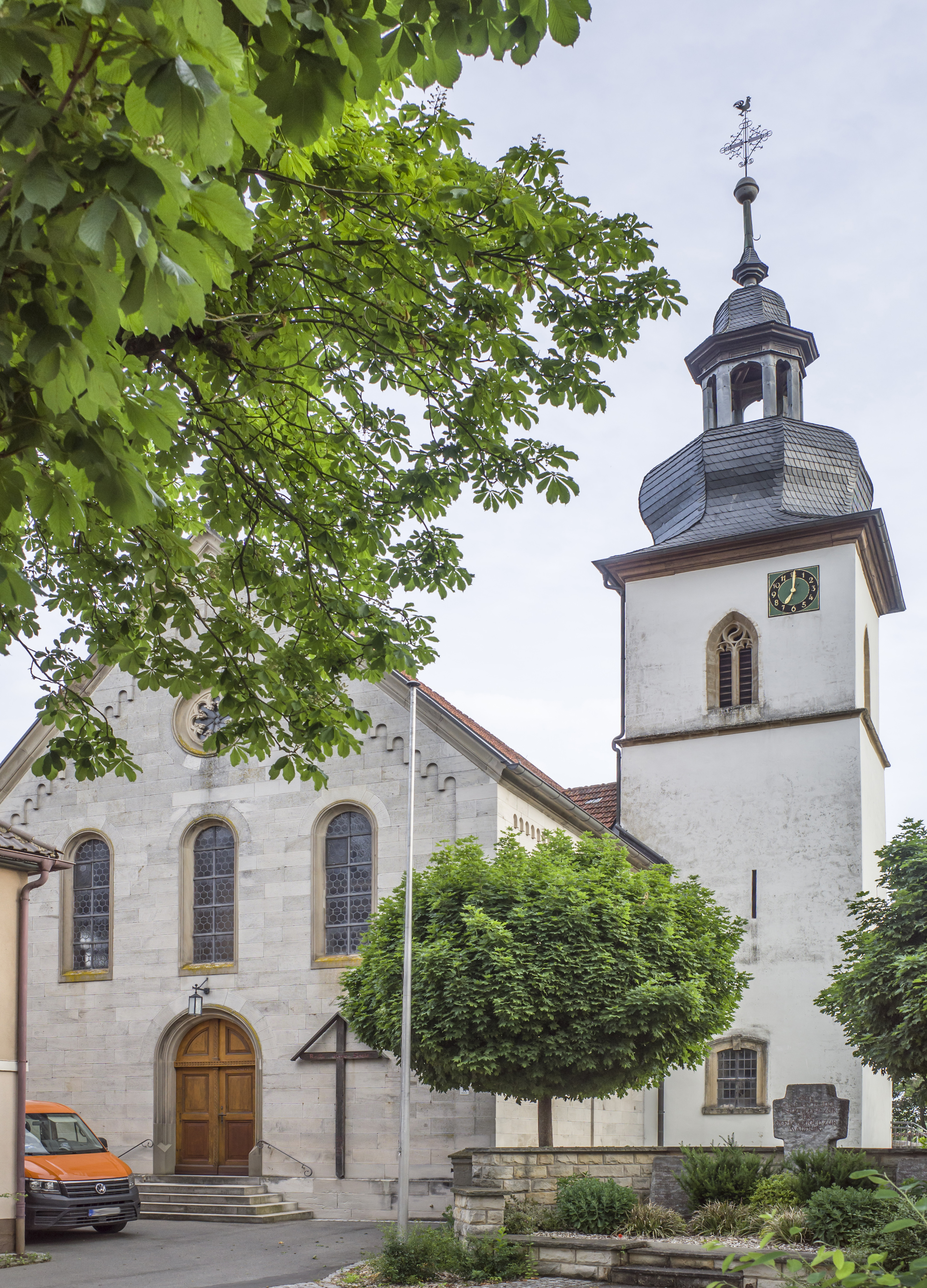
St. Peter und Paul (Aub)

Die römisch-katholische Kuratiekirche St. Peter und Paul ist ein Kirchengebäude, das in Aub steht, einem Gemeindeteil von Bad Königshofen im Grabfeld im unterfränkischen Landkreis Rhön-Grabfeld in Bayern. Das denkmalgeschützte Bauwerk hat einen Turmunterbau, der Ende des 15. Jahrhunderts entstand. Die Kuratiekirche gehört zur Pfarreiengemeinschaft St. Martin im östlichen Grabfeld im Dekanat Bad Neustadt des Bistums Würzburg. Kirchenpatrone sind die Apostel Petrus und Paulus. 

## Beschreibung
Der Vorgängerbau wurde im 15. Jahrhundert errichtet. Teile aus dieser Zeit sind heute noch vorhanden. In der Zeit von Julius Echter von Mespelbrunn erfolgte 1603 eine Erhöhung des Chorturms und 1615 der Anbau einer Sakristei an ihn im Norden. Das oberste Geschoss des mit einer Welschen Haube bedeckten Turms beherbergt die Turmuhr und hinter den Klangarkaden aus Maßwerk den Glockenstuhl. Im Erdgeschoss des Turms befindet sich an der Nordwand ein Sakramentshaus aus dem 17. Jahrhundert. 
Das neuromanische Langhaus mit dem eingezogenen, dreiseitig abgeschlossenen Chor im Norden wurden 1863/64 westlich an den ehemaligen Chorturm aus Quadermauerwerk angefügt. Der neuromanische Hochaltar entstand um 1864. Das Triptychon schuf 1865 Hugo Barthelme. Dargestellt ist im Mittelfeld Christus am Kreuz, flankiert von den beiden Aposteln und Kirchenpatronen Peter und Paul. Die beiden neuromanische Seitenaltäre, eine Marienaltar und ein Josefsaltar entstanden ebenfalls um 1864. An der linken Wand des Chors ist ein Vortragekreuz befestigt. An der rechten Seitenwand des Langhauses befindet sich die um 1865 gebaute Kanzel mit ihrem Schalldeckel. 1891 wurden an die Wände des Langhauses 14 Kreuzwegstationen gemalt.